# سباق أمستل الذهبي 1976
سباق أمستل الذهبي 1976 (بالهولندية: Amstel Gold Race 1976)‏ هو سباق دراجات هوائية، وهو الموسم رقم 11 من السباق، وأقيم في 27 مارس 1976، وامتدّ لمسافة 230 كيلومتر، وهو أحد سباقات سوبر برستيج بيرنود 1976، وهو من نوع سباق يوم واحد، وقد شارك في السباق 118 متسابقاً ووصل إلى نهايته 42 متسابقاً.
فاز فيه بالمركز الأول فريدي مارتينس، وبالمركز الثاني يان راس، وبالمركز الثالث Luc Leman ‏.

## الفرق
| فرق دراجات محترفة (12)- Flandria (cycling team) ‏ - TI–Raleigh ‏ - Miko–de Gribaldy ‏ - Peugeot (cycling team) ‏ - مرسيه ‏ - Molteni (cycling team) ‏ - Lejeune–BP ‏ - IJsboerke (cycling team) ‏ - Frisol (cycling team) ‏ - Maes Pils (cycling team) ‏ - Ormas-Sharp‏ - Gero-Eurosol‏ |  |
| |  |

## التصنيف العام النهائي
| التصنيف العام         | التصنيف العام | التصنيف العام | التصنيف العام                           | التصنيف العام     |
| العداء                | العداء        | البلد         | الفريق                                  | الوقت             |
| --------------------- | ------------- | ------------- | --------------------------------------- | ----------------- |
| 1                     | فريدي مارتينس | بلجيكا        | Flandria-Velda-West Vlaams Vleesbedrijf | 5 س 53 دقيقة 08 ث |
| 2                     | يان راس       | هولندا        | TI-Raleigh-Campagnolo                   | + 4 دقيقة 29 ث    |
| 3                     | Luc Leman ‏    | بلجيكا        | Miko-de Gribaldy-Superia                | + 5 دقيقة 19 ث    |
| 4                     | Patrick Béon ‏ | فرنسا         | Peugeot-Esso-Michelin                   | + 5 دقيقة 19 ث    |
| 5                     | هني كويبر     | هولندا        | TI-Raleigh-Campagnolo                   | + 5 دقيقة 19 ث    |
| 6                     | يوب زوتميلك   | هولندا        | Gan-Mercier-Hutchinson                  | + 5 دقيقة 32 ث    |
| 7                     | Roger Swerts ‏ | بلجيكا        | Molteni-Campagnolo                      | + 6 دقيقة 36 ث    |
| 8                     | Roy Schuiten ‏ | هولندا        | Lejeune-BP                              | + 6 دقيقة 47 ث    |
| 9                     | فرانز فيربيك  | بلجيكا        | IJsboerke-Colnago                       | + 6 دقيقة 47 ث    |
| 10                    | سيس بال       | هولندا        | Molteni-Campagnolo                      | + 6 دقيقة 47 ث    |
| مصدر: ProCyclingStats |               |               |                                         |                   |

## وصلات خارجية
- لمحة عن سباق سباق أمستل الذهبي 1976 على موقع  ProCyclingStats   (برو  سايكلنج  ستاتس) - إحصاءات  محترفي  الدراجات.
- سباق أمستل الذهبي 1976 على موقع إحصائيات الدراجات الإحترافية (الإنجليزية)